# Kaşık Adası
Kaşık Adası (en grec Πίτα (νήσος), "Île de la cuillère" en raison de sa forme, est l'une des neuf îles des Princes dans la mer de Marmara, près d'Istanbul en Turquie. Elle est située entre les îles de Burgazada et Heybeliada. Kaşık Adası est officiellement administrée par le district d'Istanbul.